# Narita
Narita (japanska: 成田市?, Narita-shi) är en stad i den japanska prefekturen Chiba på den östra delen av ön Honshu. Den har cirka 130 000 invånare. Staden är belägen några mil öster om Tokyo och ingår i dess storstadsområde. Narita fick stadsrättigheter 31 mars 1954, och staden utökades den 27 mars 2006 med kommunerna Shimofusa och Taiei. I Narita finns Japans största internationella flygplats, Naritas internationella flygplats, som tillsammans med flygplatsen Haneda (även denna belägen inom Stortokyo) är landets mest trafikerade. Naritas maskot är Unari-kun.